# Ze’ev Lev
Ze'ev Lev (en hebreo: זאב לב‎); nacido William Low, (Viena, 25 de abril de 1922 - Jerusalén, Israel, 3 de octubre de 2004) fue un físico israelí, erudito de la Torá y fundador del Colegio de Tecnología de Jerusalén. Después de haber sido educado en Europa, Canadá y Estados Unidos, y de haber perdido a sus padres ya su hermana en el Holocausto, se convirtió en uno de los principales científicos y educadores de Israel. Fue galardonado con el Premio Israel, en Ciencias exactas en 1962.

## Biografía
Lev nació en Viena en una familia jasídica que en 1934 se mudó a Berlín. A la edad de 16 años, cuando Austria fue anexada por los nazis, fue enviado a Inglaterra en un Kindertransport y pudo estudiar en la Yeshiva de Gateshead en Inglaterra, evitando así el destino de todos los demás miembros de su familia. Durante la Batalla de Inglaterra, fue enviado, junto con miles de otros súbditos alemanes, a un campo de internamiento en Columbia Británica, Canadá, donde trabajó como leñador, mientras que sus padres y su hermana perecieron en el Holocausto.
En 1942, el Gran Rabino de Toronto, el rabino Yaakov Kaminetsky, reclutó a los líderes de la comunidad para firmar una carta de garantía para la liberación de los judíos del campo. Después de su liberación, se mudó a Toronto, donde fue miembro de la casa del rabino Kaminetsky.
Con su esposa, Dvora Lederer, a quien conoció en el movimiento juvenil Hashomer HaDati, emigró a Israel en 1950, hebraizando su nombre como el de su abuelo, Ze'ev, y cambiando su apellido a Lev. Este nombre, al igual que la versión germánica Low, indicaba que era descendiente de la tribu Levi.

## Estudios
Habiendo decidido ingresar al mundo académico en lugar de convertirse en rabino como su abuelo, obtuvo una beca para estudiar física en la Universidad de Queen en Ontario, Canadá, graduándose summa cum laude (con los más altos honores). Completó su maestría en la Universidad de Columbia en la ciudad de Nueva York, y fue aceptado para estudios de doctorado en la misma universidad en el Departamento de Física dirigido por el Premio Nobel, Profesor Isidor Isaac Rabi. Su asesor doctoral fue Charles Townes, quien también fue galardonado con el Premio Nobel.

## Carrera en Israel
En 1950, después de completar su doctorado, emigró con su esposa Dvora a Israel, para consternación del profesor Rabi, y fue aceptado como profesor en la Universidad Hebrea de Jerusalén.
Lev tomó un puesto como profesor de resonancia paramagnética en la Universidad Hebrea de Jerusalén. Ganó reputación mundial en este campo, y su investigación condujo al desarrollo de dispositivos de resonancia magnética (MRI) y de microondas. En 1962, a la edad de 40 años, fue nombrado profesor titular de la universidad Ese mismo año fue galardonado con el Premio Israel por su trabajo en el campo de la resonancia paramagnética, y en 1965 fue galardonado con el Premio Rothschild.
En la década de 1960, Lev decidió que se necesitaba una universidad en Jerusalén que combinara el estudio científico con el estudio de la Torá. A pesar de la resistencia inicial de muchos rabinos y educadores, la institución que fundó con una docena de estudiantes en 1969, creciendo hasta tener una matrícula de más de 2000 alumnos, convirtiéndose en una de las cuatro escuelas de ingeniería acreditadas de Israel.
Lev encabezó durante diez años un grupo que fundó en 1969 la Facultad Superior de Tecnología de Jerusalén, -actualmente renombrada Centro Académico Lev- que combina el estudio de la Torá y las ciencias, para luego continuar con su trabajo académico y de investigación. Lev y el grupo fundador recibieron acuerdos de importantes rabinos. Eligió la escuela para centrarse en electroóptica, electrónica y ciencias de la computación. Lev fue también uno de los fundadores del Instituto de Ciencia y Tecnología Halájico y su primer presidente. Sus hijos asistieron a las yeshivot de la escuela secundaria.
A principios de la década de 1970, Lev fue uno de los pioneros en el barrio Givat HaMivtar en Jerusalén. Se desempeñó como rabino del pequeño y joven vecindario. Antes de que se construyera el edificio permanente de la sinagoga en el vecindario, el sótano de su casa cumplía tal función. En cambio, se formuló un procedimiento de oración común para todas las comunidades, según el cual los pasajes de oración se leen alternativamente de acuerdo con las versiones de las diferentes comunidades. Este fue también el caso en la estructura permanente de la sinagoga, durante más de veinte años.
Lev fue miembro de comités públicos, incluido el comité de permisos de trabajo en shabat y el comité para examinar los vuelos de EL AL dichos dias. El entonces primer ministro Menachem Begin aceptó la opinión minoritaria de Lev en 1982 de abstenerse de volar en shabat. Lev solía asesorar a rabinos importantes como el rabino Isaac Halevi Herzog y el rabino Shlomo Zalman Auerbach sobre asuntos de tecnología.
Lev falleció el 3 de octubre de 2004, a la edad de 82 años. Su cuerpo reposa en el Monte del Descanso en Jerusalén.
El Prof. Lev ha publicado 43 artículos halájicos y es autor de dos libros sobre halajá y tecnología; sus artículos científicos cubrieron temas que incluyen la física atómica y las ondas de choque, y también escribió sobre la ciencia en relación con la Torá.
También escribió 240 artículos que han sido publicados en revistas científicas. Fue presidente de la Sociedad de Física de Israel y profesor visitante en muchas universidades de todo el mundo.

## Premios y distinciones
- En 1962, a la edad de 40 años, Lev fue galardonado con el Premio Israel, en Ciencias exactas por su trabajo en el campo de la resonancia paramagnética.[1]
- En 1965 fue galardonado con el Premio Rothschild.[2]
- La Escuela Superior de Tecnología otorga el Premio Lev cada tres años en su memoria en el campo de "Torá Am Derech Eretz".
- En noviembre de 2011 la principal via del parque de alta tecnología de Har Hotzvim en Jerusalén, recibió el nombre de Calle Lev.

## Legado
El Colegio de Tecnología de Jerusalén ha desarrollado programas especiales para estudiantes de secundaria, miembros de las Fuerzas de Defensa de Israel, mujeres ultraortodoxas y miembros de la comunidad de inmigrantes etíopes. Muchos de sus alumnos se han unido a empresas israelíes de alta tecnología.
Lev tuvo cinco hijos y, después de la muerte de su primera esposa, se casó con Sarah Katzburg, quien también era madre de cuatro hijos. En sus últimos años también se dedicó a compilar un árbol genealógico de la familia Lev. Comenzó con la vida de su bisabuelo en Polonia a principios del siglo XIX y ha crecido hasta incluir aproximadamente 1000 descendientes.
Uno de sus hijos, Nahum, se convirtió en oficial de alto rango en la unidad de élite Sayeret Matkal y en el primer oficial religioso de esa unidad. Dirigió la operación de comando para controlar a Khalil al-Wazir en Túnez en 1988. Nahum Lev murió en un accidente de tránsito en agosto de 2000.

## Otras lecturas
- Low, W. Genealogía de la familia Low, versión en inglés.
- Siegel-Itzhovich, Judy. Su corazón estaba en el futuro. Jerusalem Post, 31 de octubre de 2004.

- Datos: Q8070009
- Multimedia: Ze’ev Lev / Q8070009